# کوه بکتو
کوه بَکتو یا پکتو بلندترین کوه شبه‌جزیره کره و شمال شرقی چین است.
کوه بکتو از آتشفشان‌های فعال در مرز میان کره شمالی و چین است و با ارتفاع ۲۷۴۴ متر بلندترین نقطه رشته‌کوه‌های چانگبای و بکدودگان به‌شمار می‌آید. در بالای کوه بکتو در دهانه آتشفشان آن دریاچه‌ای به نام دریاچه آسمان شکل گرفته است که ۵ کیلومتر عرض و در حدود ۲۱۳ متر ژرفا دارد.
بکتو طی هزار سال گذشته پنج بار انفجار آتشفشانی داشته است که آخرین آن در سال ۱۹۰۳ بود. انفجار آتشفشانی سال ۱۰۵۰ بکتو از بزرگ‌ترین انفجارها در کره زمین طی ۱۰ هزار سال گذشته بود.

## اهمیت تاریخی

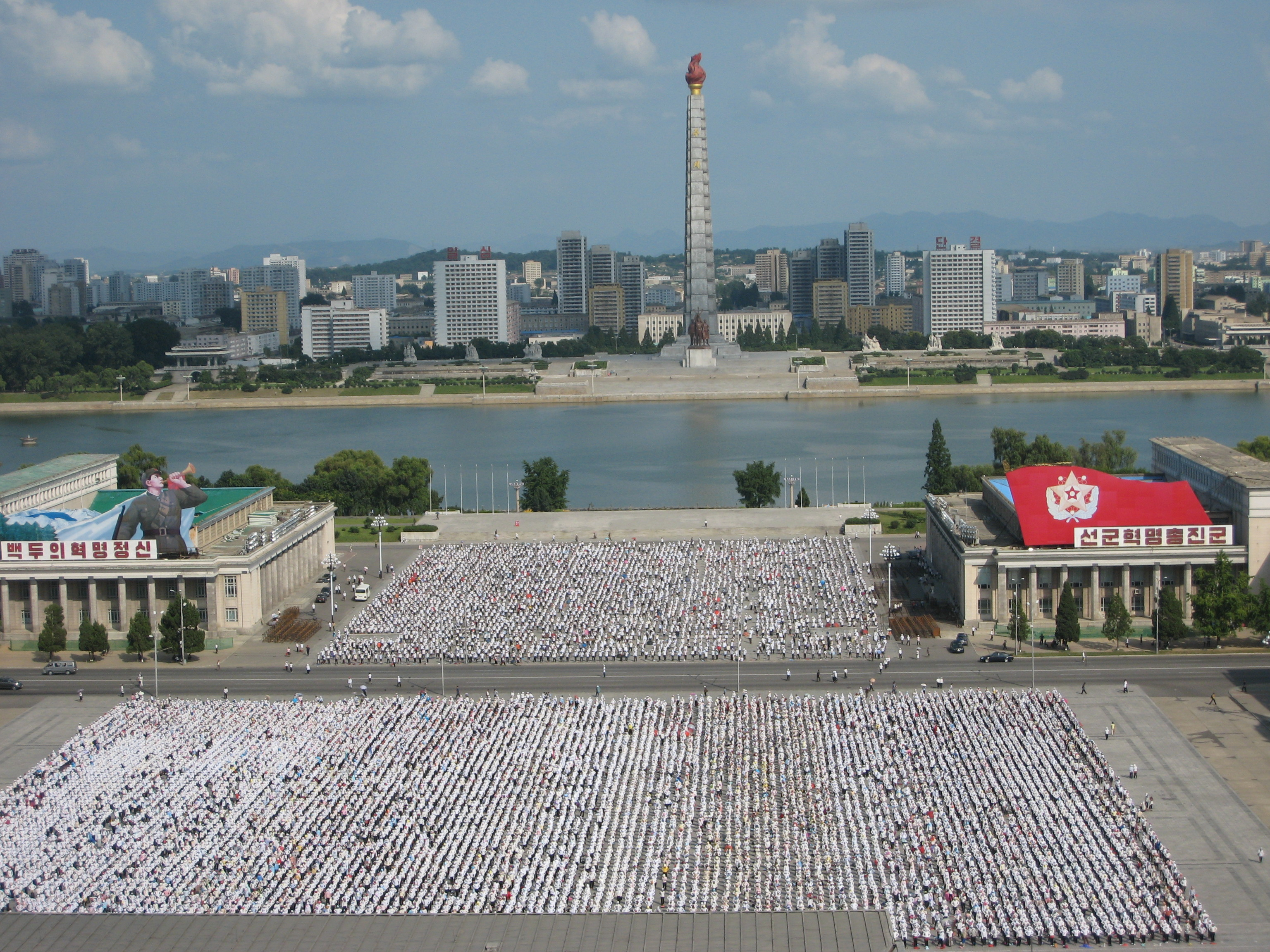
میدان کیم ایل سونگ و آن سوی رودخانه تادونگ، برج جوچه - پیونگ یانگ

نام‌های دیگر این کوه بکدو، پکدوسان، و کوه چانگبای است. چینی‌ها به این کوه چانگبای می‌گویند که به معنای «کوه همیشه‌سپید» است. کره‌ای‌ها کوه بکتو را مکانی مقدس و خاستگاه نیاکان خود به‌شمار می‌آورند. در اسطوره‌های کره‌ای سه کوه مقدس وجود دارد: بکتو، جیری، و هالا. قوم منچو نیز بکتو را خاستگاه نیاکان قوم خود می‌دانند.
از آغاز پادشاهی سلسله‌های کره‌ای، از دوره حکومت «سه پادشاهی» (آغاز: ۵۷ پیش از میلاد) تا دوره «چوسان» (آخرین پادشاهی شبه‌جزیره کره و طولانی‌ترین سلسله نئوکنفوسیونیسم)، این کوه مرکز اسطوره‌ای و مقدس فرمانروایان بوده است. امروزه نیز رهبران کره شمالی همچنان ریشه‌دار در «کوه مقدس» معرفی می‌شوند و تبار رهبری کره شمالی به این ایدئولوژی ظاهراً اسطوره‌ای و در واقع سیاسی وابسته است و رهبران آن نیز از این تبار انتخاب می‌شوند.
بکتو کوهی افسانه‌ای و مقدس است که ادعا می‌شود پایگاه کیم ایل سونگ در زمان جنگ‌های چریکی بود و زادگاه کیم جونگ ایل. کیم جونگ اون هر وقت که می‌خواهد بر اهمیت تصمیمات سیاسی تأکید کند به این کوه سفر می‌کند.

## جغرافیا
دما هوای این کوه تغییرات نامنظمی دارد و گاه سرمای سختی بر آن حاکم می‌شود. میانگین سالانه دما در قله آن منفی هشت ممیز سه است. در تابستان دمای آن به حدود ۱۸ درجه و در زمستان به منفی ۴۸ درجه سانتی‌گراد می‌رسد. میانگین رطوبت هوا ۷۴ درصد است.
درخت‌های کوه بکتو بیشتر کاج و توس هستند. از جانوران آن می‌توان به ببر، خرس قهوه ای، پلنگ، گرگ، شوکای سیبری، گراز، سیاه‌خروس سیاه، جغد، و دارکوب اشاره کرد. وجود اردک ماهی‌خوار پهلوپولکی باعث شده تا بکتو در فهرست مناطق مهم برای پرندگان قرار بگیرد.

## نگارخانه

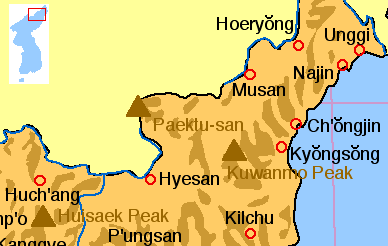
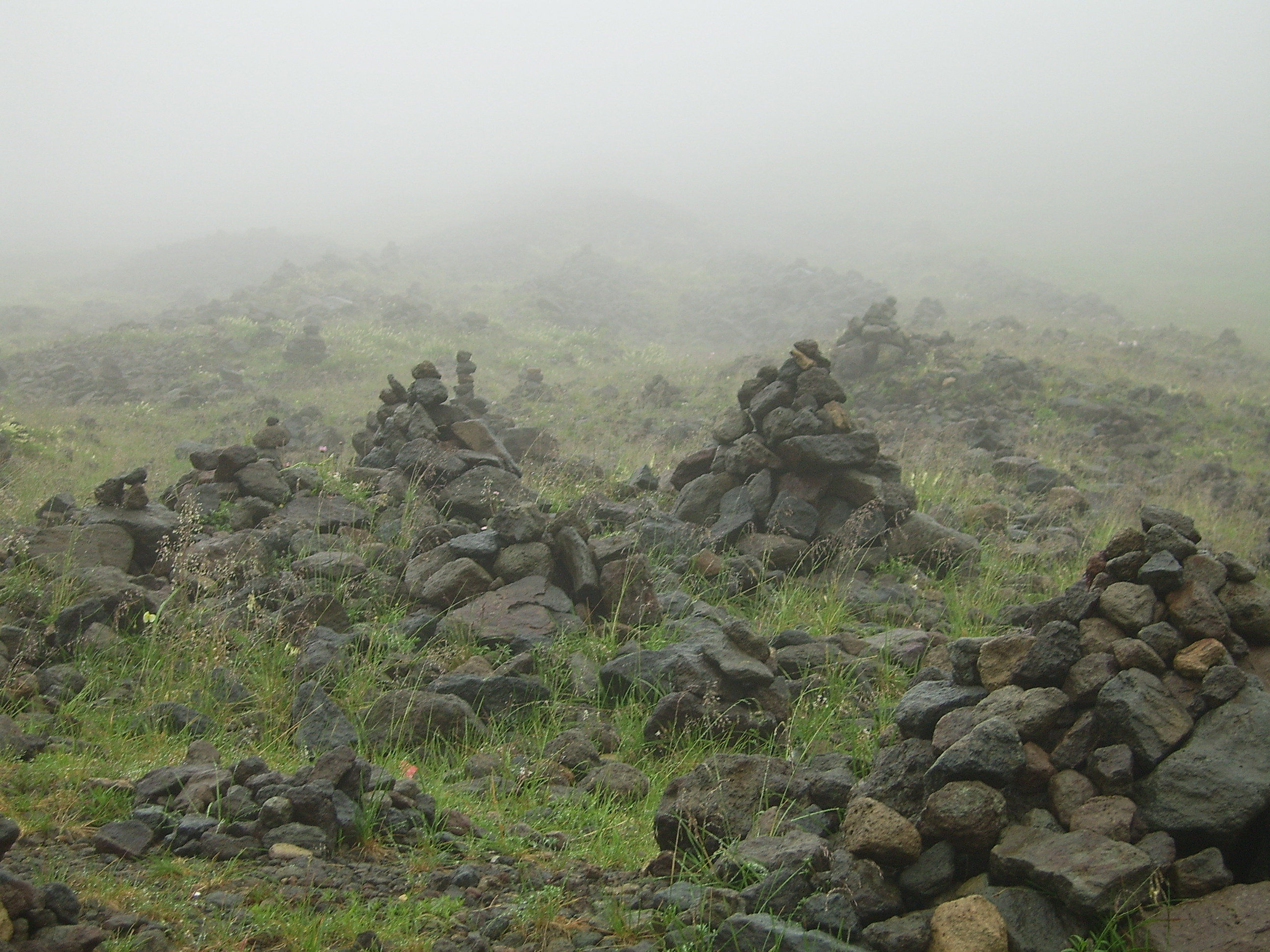
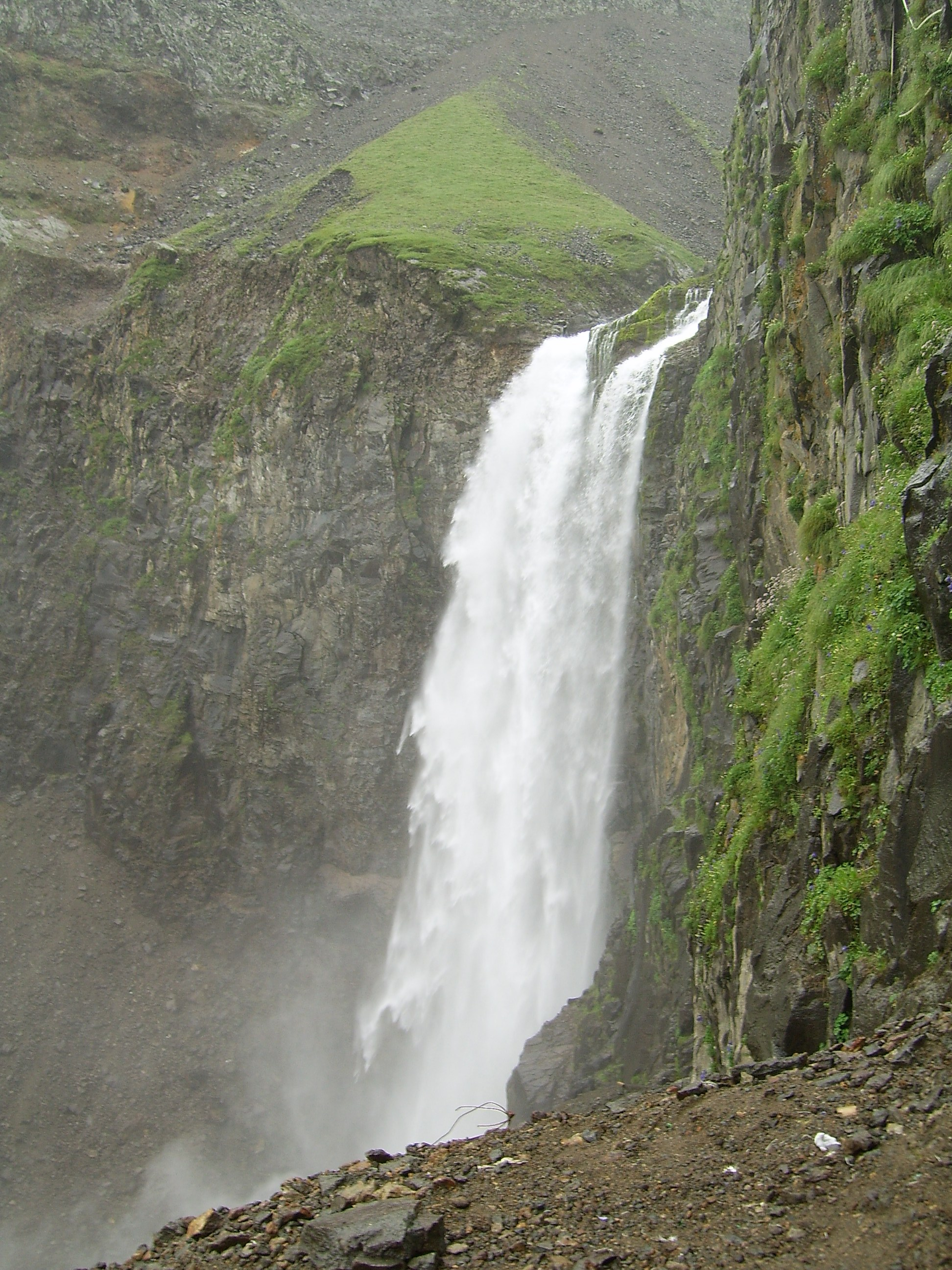
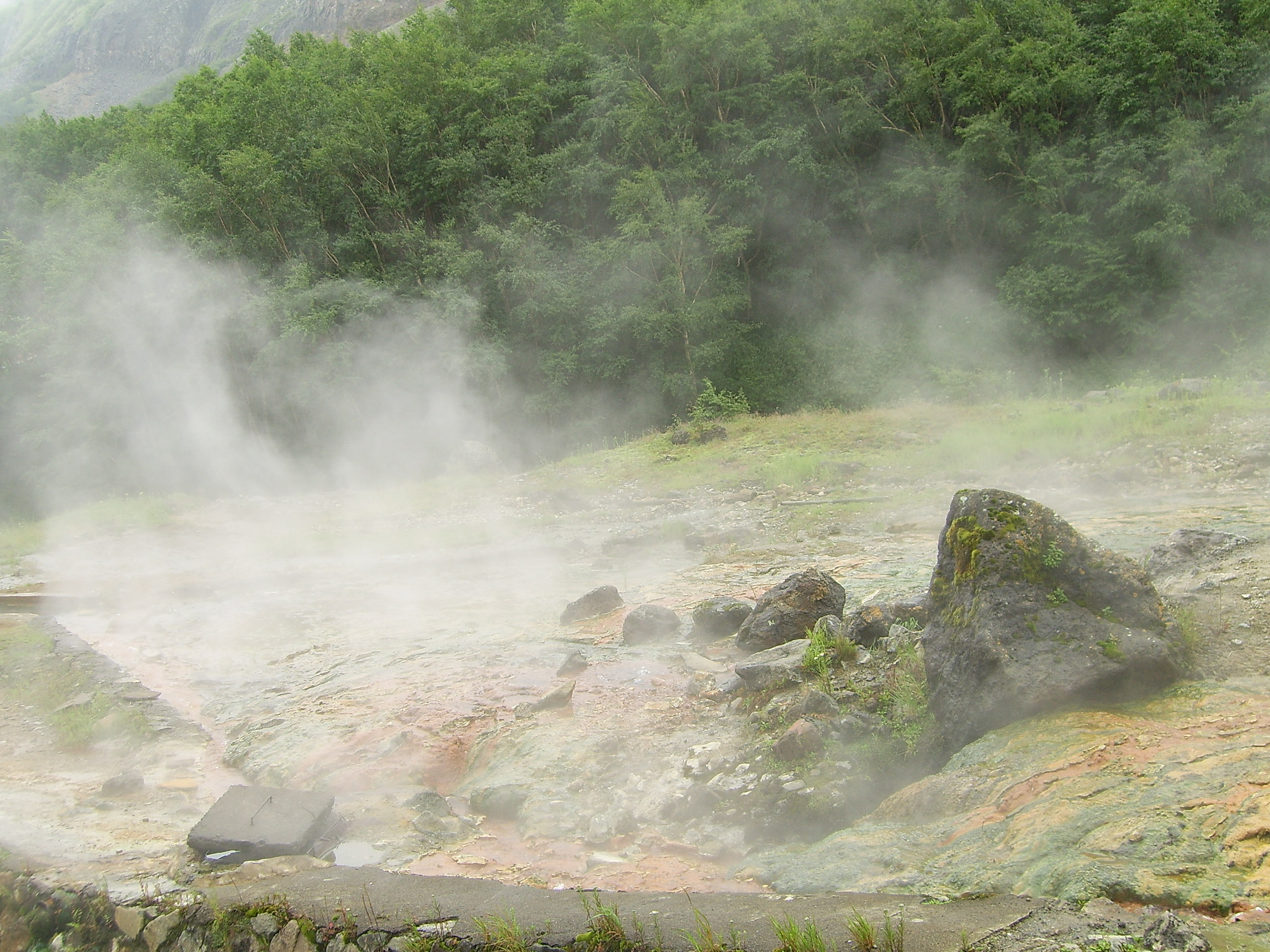
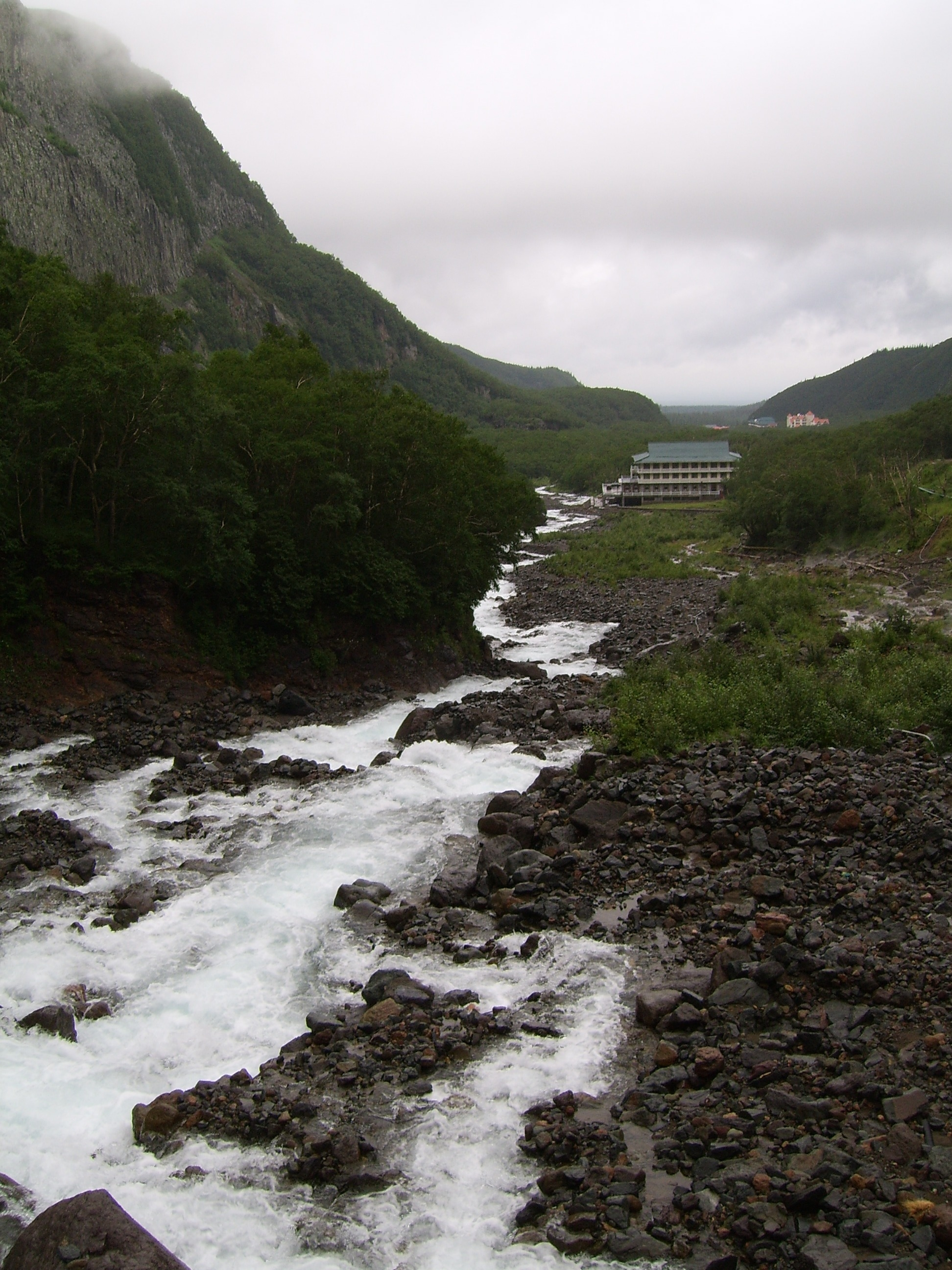
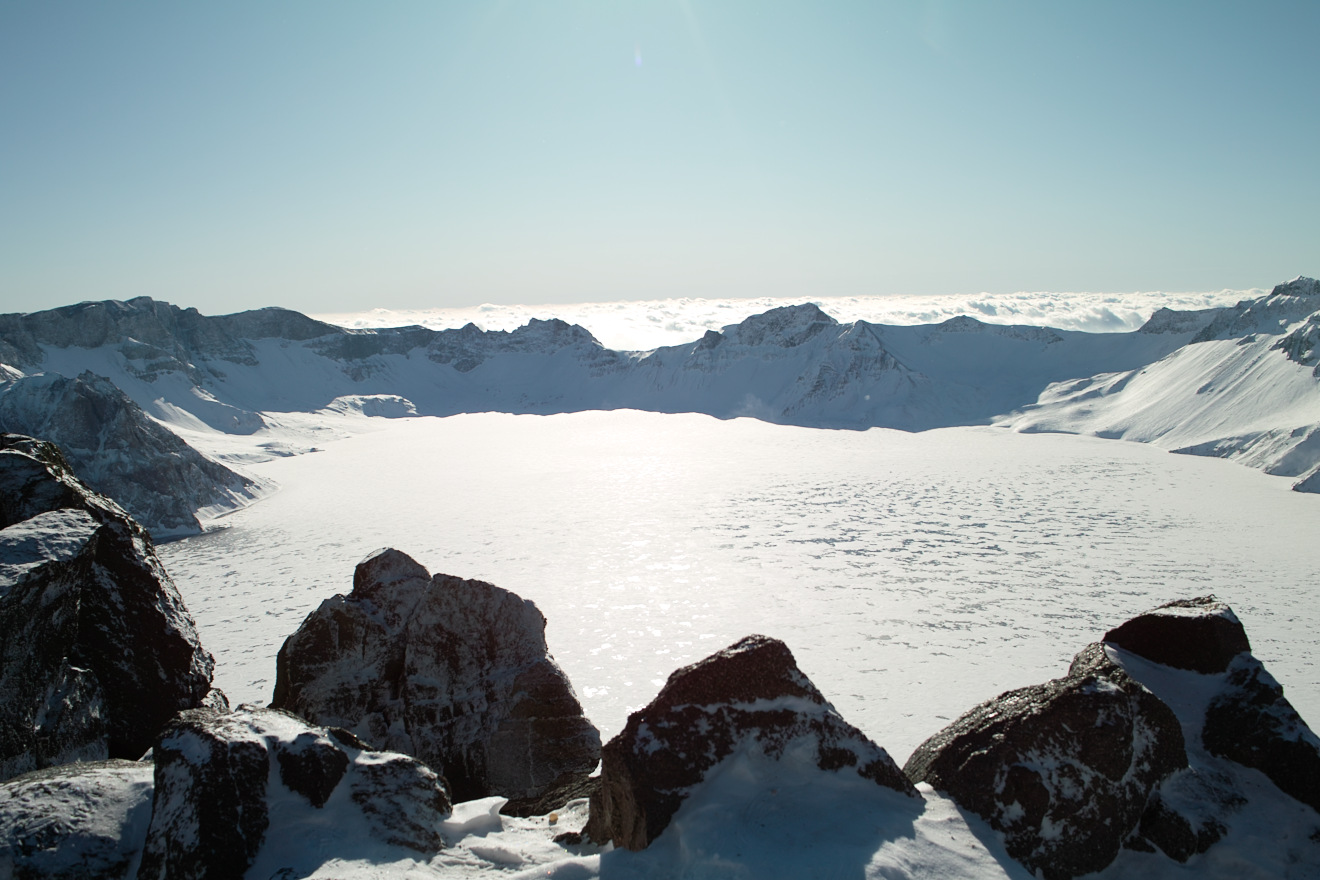